# Polycyrtus elegans
Polycyrtus elegans är en stekelart som först beskrevs av Léon Abel Provancher 1888.  Polycyrtus elegans ingår i släktet Polycyrtus och familjen brokparasitsteklar. Inga underarter finns listade i Catalogue of Life.